# 深沢秋男
深沢 秋男（ふかさわ あきお、1935年11月17日 - 2021年1月15日）は、日本の国文学者。専門は仮名草子、特に如儡子『可笑記』。また『井関隆子日記』を再発見した功績でも知られる。

## 経歴
山梨県身延町生まれ。身延高等学校を経て、1962年法政大学文学部日本文学科卒。同年、桃源社編集部に就職。1969年誠文堂新光社事典部に転職。1983年昭和女子大学専任講師、1987年同助教授、1994年同教授。2005年定年退職、2008年同大学名誉教授。
鹿島則文旧蔵の桜山文庫、鈴木重嶺旧蔵の翠園文庫を昭和女子大学図書館に収めるにあたり尽力した。

## 著書
- 『井関隆子の研究』和泉書院  2004年11月
- 『旗本夫人が見た江戸のたそがれ 井関隆子のエスプリ日記』文春新書  2007年11月
- 『斎藤親盛(如儡子)伝記資料』 近世初期文芸研究会  2010年10月

### 編纂・校訂
- 『可笑記評判』 浅井了意 近世初期文芸研究会 1970
- 『可笑記大成 影印・校異・研究 如儡子』 田中伸,小川武彦共編著 笠間書院 1974
- 『井関隆子日記』 勉誠社 1978-1981
- 『近世木活図録』 朝倉治彦共編 青裳堂書店 1984.5 (日本書誌学大系)
- 『仮名草子集成』 第10-21巻 朝倉治彦共編 東京堂出版 1989-
- 『仮名草子集成』 第22巻 朝倉治彦,柳沢昌紀共編 東京堂出版 1998.6
- 『桜斎随筆のしおり』 鹿島則良共編 本の友社 2000.11
- 『桜斎随筆』 第7-18巻 鹿島則孝 鹿島則良、村上直共編 本の友社 2001-2002
- 『仮名草子研究文献目録』 菊池真一共編 和泉書院 2004.12
- 『仮名草子研究叢書』　全8巻 菊池真一共編 クレス出版 2006
- 『仮名草子集成』 第39巻 菊池真一,和田恭幸共編 東京堂出版 2006.3
- 『仮名草子集成』 第41巻 花田富二夫,入口敦志,菊池真一,中島次郎共編 東京堂出版 2007.2
- 『假名草子集成』 第42巻 伊藤慎吾,入口敦志,花田富二夫共編 東京堂出版 2007.7